# Batalla de Nirim
La batalla de Nirim (también llamada batalla de Dangour) fue un enfrentamiento militar entre el ejército egipcio y la Haganá judía, el 15 de mayo de 1948, el primer día de la invasión egipcia de Israel en la guerra árabe-israelí de 1948. Se luchó en el kibutz Nirim (en árabe, Dangour), fundado dos años antes como parte de los 11 puntos en el Néguev. El 6º Batallón egipcio atacó a unos 40 defensores israelíes en la madrugada del 15 de mayo, secundado por vehículos blindados, morteros, cañones y aviones. Ellos no tomaron el pueblo y se retiraron alrededor de 7 horas después, dejando tras de sí unos 30–35 muertos.

## Antecedentes
La primera etapa de la guerra de 1948, conocida como la guerra civil en el Mandato de Palestina, se inició a raíz de la ratificación de la Resolución 181 de las Naciones Unidas el 29 de noviembre de 1947, que concedió a Israel el mandato para declarar la independencia, la división del mandato en un Estado judío y otro árabe. La independencia fue declarada el 14 de mayo de 1948, y la noche siguiente, los ejércitos de varios estados árabes invadieron Israel y atacaron las posiciones israelíes.

El kibutz Nirim fue fundado en junio de 1946 como parte de la iniciativa de los 11 puntos en el Néguev, una respuesta al plan de Morrison-Grady para la partición de Palestina. El 5 y 6 de octubre de 1946, nuevos inmigrantes dejaron Gvulot, para fundar los kibutz Nirim al oeste y Urim al sur. Nirim se encuentra muy cerca de la nueva frontera entre Egipto e Israel, y la localidad más meridional, cerca de la carretera de la costa, en el principal camino del ejército egipcio planeado con antelación.
En la primera etapa de la invasión egipcia, una división al mando del general Ahmed Ali al-Mwawi se movía a lo largo de la carretera costera hacia Majdal. Dado que sólo había una línea de movimiento, Mwawi temía por sus líneas de suministro, y atacó a los pueblos judíos que fueran las mayores amenazas. Nirim y Kfar Darom fueron los primeros de dichos pueblos. Nirim fue percibido como una amenaza inmediata por las unidades militares egipcias en Rafah. Los beduinos de la zona abandonaron la zona anteriormente por una orden árabe, sabiendo que los egipcios se dirigían hacia el kibutz.

## Posiciones y distribución de fuerzas

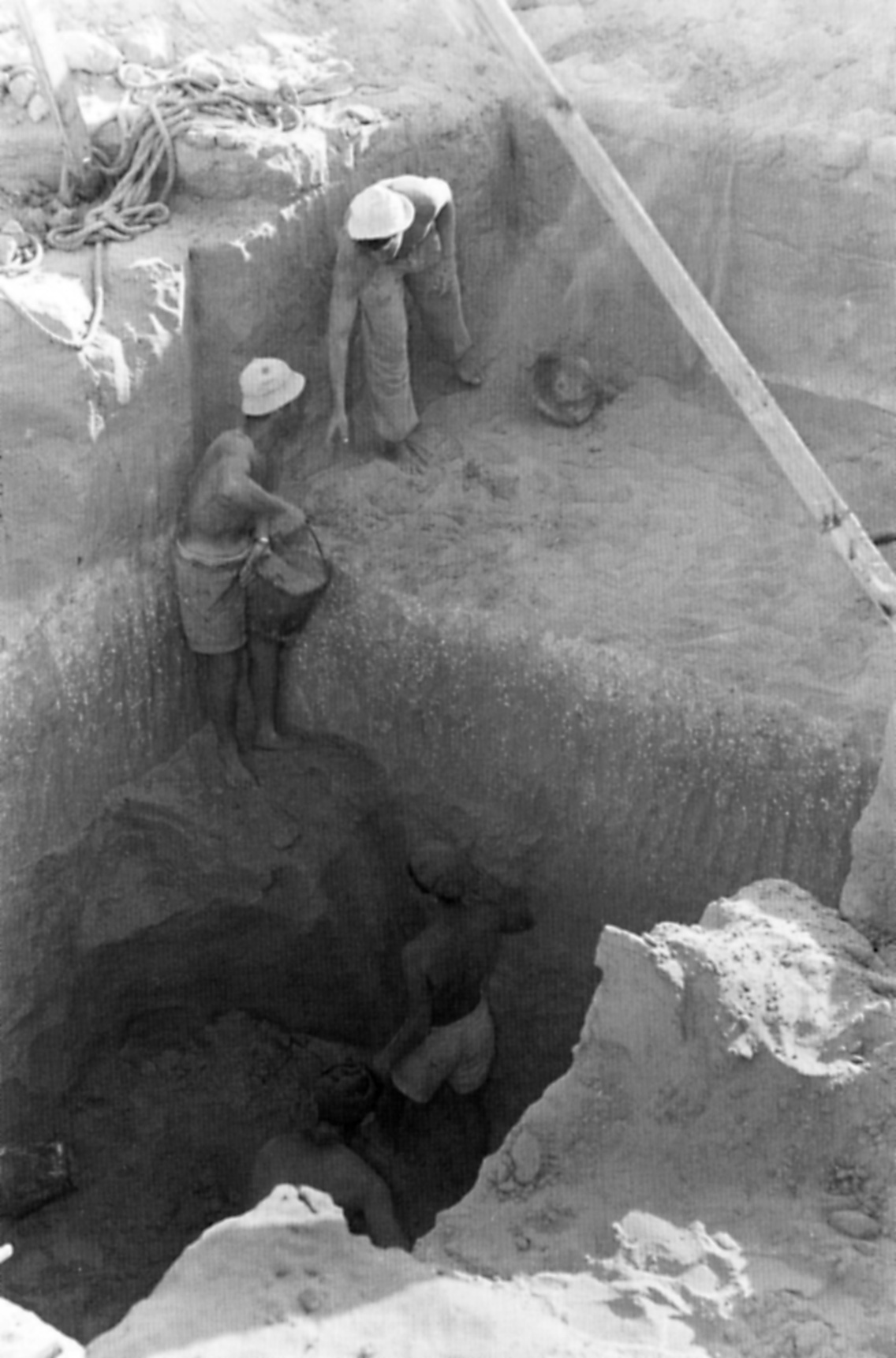
Los miembros del kibutz Nirim cavando posiciones subterráneas.

Los defensores israelíes fueron todos los miembros del propio Nirim, 39-45 en número (entre ellos 12 mujeres). Ellos estaban subordinados al 8º Batallón de la brigada Néguev, comandado por Jaim Bar-Lev. El pueblo fue cercado y minado; sus miembros tenían un total de 34 fusiles y metralletas, dos ametralladoras ligeras y un mortero de 52 mm (2"). Abraham Adan, quien era comandante de una compañía móvil del 8º Batallón de la brigada Néguev, escribió que los defensores estaban bien entrenados y acondicionados, incluso en las normas del Palmaj.
La fuerza egipcia consistía en cerca de 500 a 800 efectivos del 6º Batallón de infantería, apoyados por vehículos blindados (incluyendo al menos 20 carros Bren), morteros de 81 mm (3"), cañones de 2 y 6 libras, y aviones. Un batería de artillería de 25 libras estaba estacionada en la zona de Rafah. Ellos no estaban preparados para la batalla y no tenían una inteligencia suficiente sobre los israelíes. De acuerdo con Gamal Abdel Nasser, el adjunto del batallón, la infantería era «lenta y [...] sin energía».
Las posiciones de tiro israelíes estaban ubicados en las cuatro esquinas del kibutz, numeradas por las agujas del reloj (Posición 1 en el sureste, 2 en el suroeste, etc.). Otra posición se encontraba al lado de la puerta en el oeste. La mayoría de los edificios eran de madera, excepto la «Casa de Seguridad» de hormigón armado junto a la Posición 1. La torre de agua no se había construido allí todavía, pero la construcción se había iniciado junto a la Posición 2. Las instalaciones médicas y de la comunicación, así como el búnker de mando, se encontraban bajo tierra en el centro del pueblo.

## La batalla
El 15 de mayo a las 05:30 horas, las fuerzas egipcias fueron avistadas avanzando hacia el kibutz. A las 07:00 horas, un bombardeo masivo de artillería desde Rafah se inició, con una duración de una hora completa y causando daños devastadores, hiriendo a 12 miembros de la aldea, y la ruptura de teléfono y el contacto por radio con el resto de las fuerzas israelíes. A 400 m del kibutz, la infantería egipcia salió de sus vehículos y la fuerza se dividió en dos alas principales: la mayor parte de la infantería rodeó y atacó desde el norte-noroeste, mientras que la mayoría de los tanques intentaron un ataque a la puerta principal en el oeste. El contacto por radio fue restaurada, pero iba y venía a lo largo de la batalla.
Las aldeas israelíes cercanas tenían tropas adicionales, pero hicieron poco para aliviar la presión sobre Nirim. Según Abraham Adan, él mismo un miembro de Nirim, su compañía se reunió en las inmediaciones de Mivtahim, pero Bar Lev se opuso a tratar de romper las filas egipcias y no creía que la compañía de Adan fuera capaz de hacerlo. Un escuadrón israelí se disfrazó con ropas tradicionales árabes. Sin embargo, fue enviado al kibutz para reunir inteligencia y un reconocimiento de la zona. Otro escuadrón, a petición de los defensores, fue enviado desde Tze'elim. Bar Lev también envió tres vehículos de mando a la zona como una distracción.
La infantería egipcia, mientras recibía fuego de cobertura de los morteros de 2", no tenía medios suficientes para vulnerar las vallas, y alrededor del mediodía, después de intensos combates, se vio obligada a retirarse. Mientras tanto, los vehículos blindados egipcios individuales y los morteros de 3" rodearon el pueblo e hicieron fuego desde varias direcciones. La fuerza principal se detuvo e intercambió fuego en las afueras de la puerta, lejos del campo minado claramente identificado. Aproximadamente a las 12:30 horas, ellos también comenzaron a retirarse. El bombardeo de artillería egipcia continuó en el kibutz durante los dos días siguientes. Los proyectiles que cayeron entre las 15:00–19:00 horas causaron un incendio en el arsenal de la aldea.

## Consecuencias y reacciones

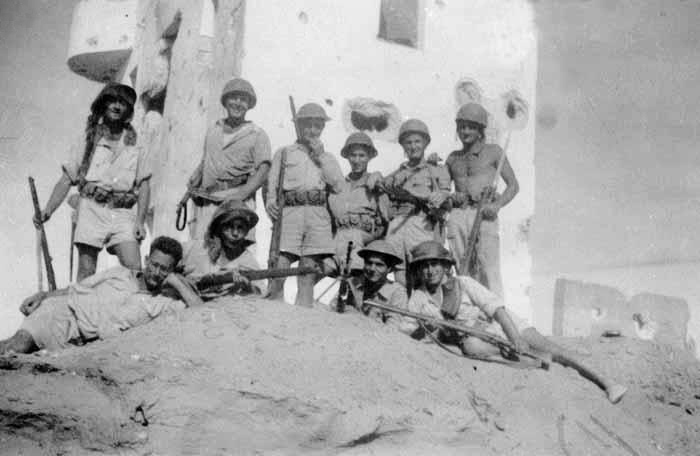
Soldados en Nirim después de la batalla. La «Casa de Seguridad» está en el fondo.

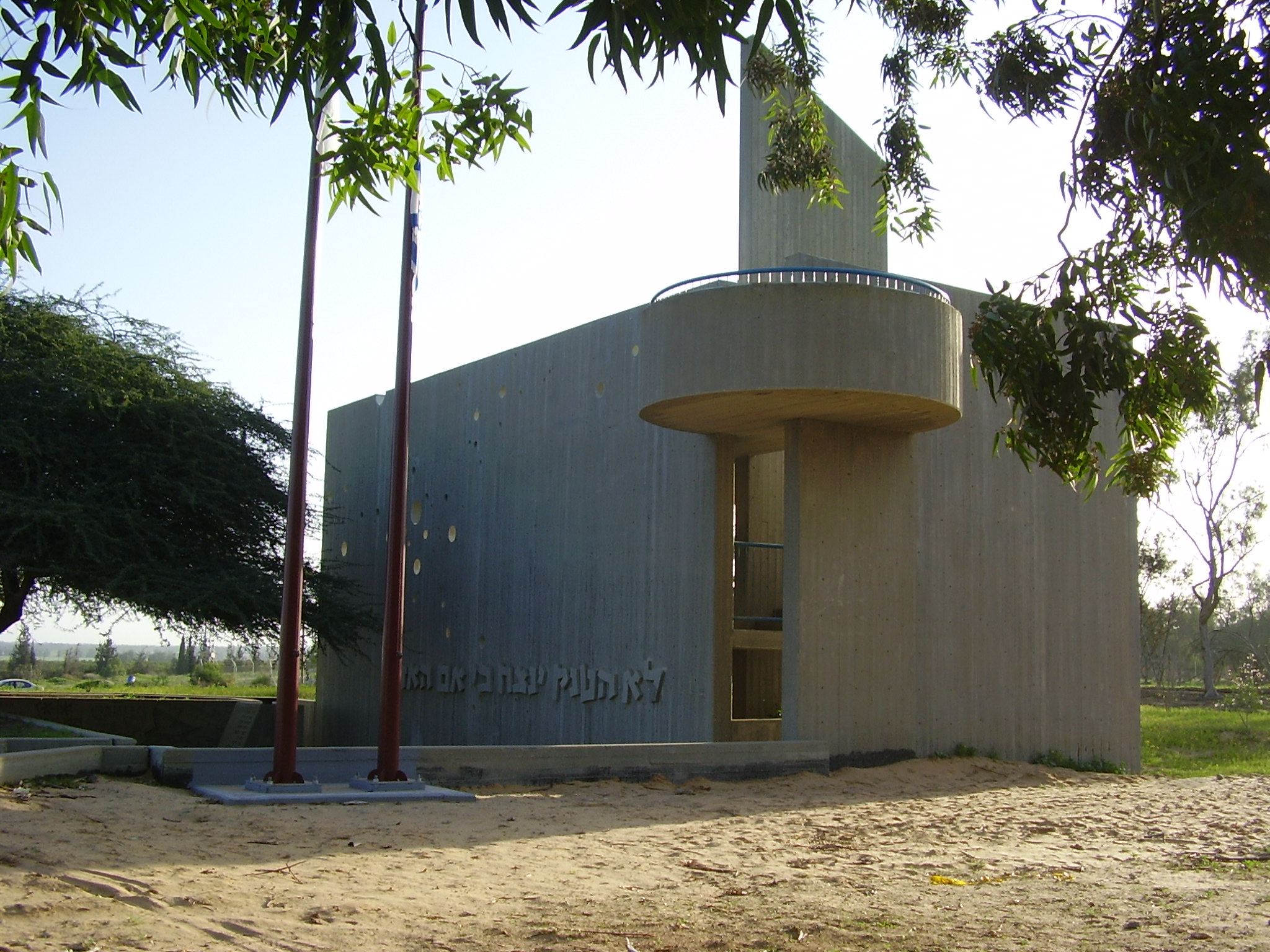
El monumento en el lugar de la batalla.

Siete soldados israelíes murieron en la batalla, entre ellos el comandante regional y una mujer, Rivka Salzman, una sobreviviente del Holocausto. Los egipcios muertos en acción fueron 30–35, y de acuerdo con las estimaciones israelíes, alrededor del 40% de ellos murió por fuego amigo. Todos los edificios de Nirim fueron total o parcialmente destruidos. Los siete israelíes fueron enterrados en una fosa común fuera del pueblo por los refuerzos que llegaron después de la batalla.
Radio El Cairo declaró que el kibutz había sido capturado, y que los egipcios volvieron a su base para un desfile de la victoria. De hecho, Nirim permaneció en constante control israelí hasta el final de la guerra.  El ejército egipcio tomó tiempo para reorganizarse (además, estaba debilitado por otra derrota en Kfar Darom) y atacó el kibutz Yad Mordejai cuatro días después.
Los israelíes comenzaron la restauración de las trincheras y fortificaciones dañadas en Nirim, esperando otro ataque en breve, y la mañana siguiente, de hecho parecía como si los egipcios iban a atacar de nuevo, creando una cortina de humo frente a la aldea. Sin embargo, el ataque no llegó. Debido al bombardeo intermitente, en los días siguientes a la batalla a los residentes de Nirim se vieron obligados a seguir viviendo bajo tierra y a enfrentar numerosas dificultades relacionadas. Eliseo Kali, un miembro del kibutz, inventó un artilugio a base de espejos que proporcionó luz a los búnkeres, moviendo automáticamente dos espejos de manera que siempre reflejaran la luz del sol.
Jaim Bar Lev dijo más tarde que la batalla de Nirim decidió el resultado de la guerra, porque si 45 soldados israelíes con armas ligeras podrían enfrentarse a grandes dificultades, todo Israel podría soportar la guerra. En el lado egipcio, Gamal Abdel Nasser comentó que: «Sentí que los muertos dejados en Dangour simbolizaban la [falta de] fe del batallón en la causa para la que estaba luchando».
Un monumento a los caídos en Nirim se encuentra en el sitio de la aldea. Incorpora dos símbolos de la batalla: la Casa de Seguridad y el signo que había sido colgado en el comedor dos semanas antes en las celebraciones del Primero de Mayo, donde se leía: «No es el tanque quien prevalecerá, sino el hombre».